# Línea 1 (Urbanos de Parla)
La línea 1 de la red de autobuses urbanos de Parla es una línea circular que bordea la ciudad en el sentido de las agujas del reloj. El sentido contrario lo proporciona la línea 2.

## Características
Esta ruta fue creada en 1982, cuando se implantó el servicio de autobuses urbanos de Parla, gestionado por el ayuntamiento como Servicio Municipal de Transportes (SMT). Da servicio a gran parte de los barrios del municipio, especialmente aquellos a donde no llega el Tranvía de Parla.
Establece su cabecera de regulación en el Hospital Infanta Cristina.
En los teleindicadores del autobús, su numeración es C1.
La línea circula exclusivamente por el término municipal de Parla. Como bien se expresa en la numeración interna del CRTM, recibe el número 1106. El primer dígito corresponde a la línea, en este caso la línea 1. Y los últimos tres dígitos corresponden al municipio por el que circula, en este caso 106 corresponde al municipio de Parla.
La línea no mantiene los mismos horarios todo el año, desde el 1 al 31 de agosto se reducen el número de expediciones los días laborables entre semana (sábados laborables, domingos y festivos tienen los mismos horarios todo el año), además de los días excepcionales vísperas de festivo y festivos de Navidad en los que los horarios también cambian y se reducen.
Está operada por la empresa Avanza Movilidad Integral mediante la concesión administrativa VCM-403 - Madrid – Parla – Yunclillos (Viajeros Comunidad de Madrid) del Consorcio Regional de Transportes de Madrid. 

## Horarios

### 1 septiembre - 31 julio
| Lunes a viernes laborables                           |          |          |          |          |          |          |          |          |          |          |          |       |          |       |       |       |    |
| L1 Circular: Hospital Infanta Cristina > Calle Pinto |          |          |          |          |          |          |          |          |          |          |          |       |          |       |       |       |    |
| 06                                                   | 07       | 08       | 09       | 10       | 11       | 12       | 13       | 14       | 15       | 16       | 17       | 18    | 19       | 20    | 21    | 22    | 23 |
| 00 10f 20 40                                         | 00 20 40 | 00 20 40 | 00 20 40 | 00 20 40 | 00 20 40 | 00 20 40 | 00 20 40 | 00 20 40 | 00 20 40 | 00 22 46 | 10 34 58 | 22 46 | 10 34 58 | 22 46 | 10 30 | 15 30 | 00 |
| Sábados laborables, domingos y festivos              |          |          |          |          |          |          |          |          |          |          |          |       |          |       |       |       |    |
| L1 Circular: Hospital Infanta Cristina > Calle Pinto |          |          |          |          |          |          |          |          |          |          |          |       |          |       |       |       |    |
| 06                                                   | 07       | 08       | 09       | 10       | 11       | 12       | 13       | 14       | 15       | 16       | 17       | 18    | 19       | 20    | 21    | 22    | 23 |
| 00 10f 30                                            | 00 30    | 00 30    | 00 30    | 00 30    | 00 30    | 00 30    | 00 30    | 00 30    | 00 30    | 00 30    | 00 30    | 00 30 | 00 30    | 00 30 | 00 30 | 00 30 | 00 |
| f Sale de El Ferial.                                 |          |          |          |          |          |          |          |          |          |          |          |       |          |       |       |       |    |

### 1 - 31 agosto
| Lunes a viernes laborables                           |          |          |          |          |          |          |          |          |       |       |       |       |       |       |       |       |    |
| L1 Circular: Hospital Infanta Cristina > Calle Pinto |          |          |          |          |          |          |          |          |       |       |       |       |       |       |       |       |    |
| 06                                                   | 07       | 08       | 09       | 10       | 11       | 12       | 13       | 14       | 15    | 16    | 17    | 18    | 19    | 20    | 21    | 22    | 23 |
| 00 10f 20 40                                         | 00 20 40 | 00 20 40 | 00 20 40 | 00 20 40 | 00 20 40 | 00 20 40 | 00 20 40 | 00 20 40 | 00 30 | 00 30 | 00 30 | 00 30 | 00 30 | 00 30 | 00 30 | 00 30 | 00 |
| Sábados laborables, domingos y festivos              |          |          |          |          |          |          |          |          |       |       |       |       |       |       |       |       |    |
| L1 Circular: Hospital Infanta Cristina > Calle Pinto |          |          |          |          |          |          |          |          |       |       |       |       |       |       |       |       |    |
| 06                                                   | 07       | 08       | 09       | 10       | 11       | 12       | 13       | 14       | 15    | 16    | 17    | 18    | 19    | 20    | 21    | 22    | 23 |
| 00 10f 30                                            | 00 30    | 00 30    | 00 30    | 00 30    | 00 30    | 00 30    | 00 30    | 00 30    | 00 30 | 00 30 | 00 30 | 00 30 | 00 30 | 00 30 | 00 30 | 00 30 | 00 |
| f Sale de El Ferial.                                 |          |          |          |          |          |          |          |          |       |       |       |       |       |       |       |       |    |

Paso por la calle Pinto aproximadamente 15 minutos después de su salida del Hospital Infanta Cristina. Duración del recorrido circular completo aproximadamente 30 minutos.

## Recorrido y paradas
Su recorrido circular por el municipio cuenta con varias paradas, empezando por el Hospital y siguiendo por las calles: Toledo, Bartolomé Hurtado, María Zambrano, Olivo, Jerusalén, Aranjuez, Leganés, Río Tajo, Valladolid, Juan XXIII, Pinto, Isabel II, Alfonso X El Sabio, Av. de América, Av. Leguario, Av. Juan Carlos I hasta llegar de nuevo al Hospital.
| Código | Zona | Localidad | Denominación de parada                     | Líneas de la parada             | Tranvía / Cercanías             |
| ------ | ---- | --------- | ------------------------------------------ | ------------------------------- | ------------------------------- |
| 17424  |      | Parla     | 9 de Junio - Hospital Infanta Cristina     | 460 463 466 1 2 3               |                                 |
| 16204  |      | Parla     | Toledo - Av. Leguario                      | 460 463 466 1 2                 |                                 |
| 17589  |      | Parla     | Icíar Bollaín - Av. Ronda                  | 1                               |                                 |
| 18127  |      | Parla     | Bartolomé Hurtado - Carlota Bustelo        | 1                               |                                 |
| 18128  |      | Parla     | María Zambrano - Icíar Bollaín             | 460 461 463 466 1               |                                 |
| 17427  |      | Parla     | Toledo - Urb. Fuentebella                  | 461 1 2                         |                                 |
| 07813  |      | Parla     | Olivo - Est. Bulevar Sur                   | 462 1                           | Bulevar Sur-Miguel Ángel Blanco |
| 07808  |      | Parla     | Jerusalén - Amargura                       | 462 1                           |                                 |
| 07807  |      | Parla     | Jerusalén - Cafarnaún                      | 462 1                           |                                 |
| 07810  |      | Parla     | Aranjuez - Belén                           | 462 1                           |                                 |
| 07803  |      | Parla     | Aranjuez - Pabellón M4 El Nido             | 462 1                           |                                 |
| 07802  |      | Parla     | Leganés - Fuenlabrada                      | 461 462 471 1 3                 |                                 |
| 16578  |      | Parla     | Río Tajo - Río Guadarrama                  | 460 461 462 463 464 466 471 1 3 | Parla                           |
| 07853  |      | Parla     | Valladolid - Esc. Oficial de Idiomas       | 461 471 1 3                     |                                 |
| 07849  |      | Parla     | Valladolid - Ávila                         | 461 471 1 3                     |                                 |
| 07844  |      | Parla     | Juan XXIII - Pío XII                       | 461 471 1 3                     |                                 |
| 07847  |      | Parla     | Pinto - Unidad Formación Laboral           | 471 1 2 3                       |                                 |
| 11055  |      | Parla     | Pinto - C. C. El Ferial                    | 462 471 1 2                     |                                 |
| 07848  |      | Parla     | Pinto - Unidad Formación Laboral           | 471 1 2 3                       |                                 |
| 07842  |      | Parla     | Pinto - Cuenca                             | 461 1                           |                                 |
| 07835  |      | Parla     | Pinto - Torrejón                           | 461 1                           |                                 |
| 07831  |      | Parla     | Isabel II - Independencia                  | 461 1                           |                                 |
| 07829  |      | Parla     | Isabel II - Centro de Salud                | 1                               |                                 |
| 12289  |      | Parla     | Isabel II - Fernando III El Santo          | 1                               |                                 |
| 16118  |      | Parla     | Fernando III El Santo - Alfonso X El Sabio | 1                               |                                 |
| 16119  |      | Parla     | Alfonso X El Sabio - Bahamas               | 1                               |                                 |
| 11741  |      | Parla     | Av. América - Instituto                    | 462 1 3                         |                                 |
| 16826  |      | Parla     | Av. Leguario - Parque de los Escritores    | 469 1 2 3                       |                                 |
| 16003  |      | Parla     | Av. Leguario - Colegio                     | 469 1 2 3                       |                                 |
| 11739  |      | Parla     | Av. Juan Carlos I - Juzgados               | 462 1                           |                                 |
| 07820  |      | Parla     | Av. Juan Carlos I - Pablo Casal            | 462 1                           |                                 |
| 20776  |      | Parla     | Real - Olivo                               | 1 2                             | Bulevar Sur-Miguel Ángel Blanco |
| 17428  |      | Parla     | Toledo - Nardo                             | 461 2                           |                                 |
| 17590  |      | Parla     | María Zambrano - Gladiolo                  | 460 461 463 466 1               |                                 |
| 18126  |      | Parla     | Bartolomé Hurtado - Av. Ronda              | 1                               |                                 |
| 17588  |      | Parla     | Icíar Bollaín - Av. Ronda                  | 1                               |                                 |
| 16203  |      | Parla     | Toledo - Punto Limpio                      | 460 463 466 1 2                 |                                 |
| 17423  |      | Parla     | 9 de Junio - Hospital Infanta Cristina     | 1 2 3                           |                                 |
| 17424  |      | Parla     | 9 de Junio - Hospital Infanta Cristina     | 460 463 466 1 2                 |                                 |